# داوید کانیادا
داوید کانیادا (اسپانیایی: David Cañada‎; ۱۱ مارس ۱۹۷۵ – ۲۸ مهٔ ۲۰۱۶) دوچرخه‌سوار اهل اسپانیا بود.  وی در مسابقات تور دو فرانس و جیرو دیتالیا شرکت کرده است.